# Zell im Fichtelgebirge
Zell im Fichtelgebirge är en köping (Markt) i Landkreis Hof i Regierungsbezirk Oberfranken i förbundslandet Bayern i Tyskland.